# Åkerby och Lopperstad
Åkerby och Lopperstad är en av SCB definierad, avgränsad och namnsatt småort i Borgholms kommun. Den består av bebyggelse i byarna Åkerby och Lopperstad belägna i Runstens socken cirka en och en halv kilometer söder om Runstens kyrka på östra Öland.

## Befolkningsutveckling
| Befolkningsutvecklingen i Åkerby och Lopperstad 1950–2015 | Befolkningsutvecklingen i Åkerby och Lopperstad 1950–2015 | Befolkningsutvecklingen i Åkerby och Lopperstad 1950–2015 | Befolkningsutvecklingen i Åkerby och Lopperstad 1950–2015 | Befolkningsutvecklingen i Åkerby och Lopperstad 1950–2015 |
| --------------------------------------------------------- | --------------------------------------------------------- | --------------------------------------------------------- | --------------------------------------------------------- | --------------------------------------------------------- |
|                                                           |                                                           |                                                           |                                                           |                                                           |
| År                                                        |                                                           |                                                           | Folkmängd                                                 | Areal (ha)                                                |
| 1990                                                      | 1990                                                      |                                                           | 66                                                        | 20#                                                       |
| 1995                                                      | 1995                                                      |                                                           | 70                                                        | 22#                                                       |
| 2000                                                      | 2000                                                      |                                                           | 80                                                        | 22#                                                       |
| 2005                                                      | 2005                                                      |                                                           | 71                                                        | 24#                                                       |
| 2010                                                      | 2010                                                      |                                                           | 73                                                        | 24#                                                       |
| 2015                                                      | 2015                                                      |                                                           | 79                                                        | 36#                                                       |
| Anm.: # Som småort.                                       |                                                           |                                                           |                                                           |                                                           |